# هلیفکس (کنتاکی)
هَلیفَکس نام یک محدوده ثبت‌نشده در شهرستان آلن در ایالت کنتاکی در کشور ایالات متحده آمریکا است.